# Micronia justaria
Micronia justaria är en fjärilsart som beskrevs av Walker. Micronia justaria ingår i släktet Micronia och familjen Uraniidae. Inga underarter finns listade i Catalogue of Life.